# Harry Potter (nhân vật)
Harry James Potter là một nhân vật hư cấu và là nhân vật chính trong loạt tiểu thuyết cùng tên của J. K. Rowling. Phần lớn cốt truyện của cuốn sách bao gồm bảy năm trong cuộc đời của cậu bé mồ côi Harry, vào ngày sinh nhật thứ mười một, cậu biết rằng mình là một phù thủy. Vì vậy, cậu theo học Trường Phù thủy và Pháp sư Hogwarts để thực hành phép thuật dưới sự hướng dẫn của thầy hiệu trưởng tốt bụng Albus Dumbledore và các giáo sư khác của trường cùng với những người bạn thân nhất của cậu là Ron Weasley và Hermione Granger. Harry cũng phát hiện ra rằng cậu đã nổi tiếng khắp cộng đồng phép thuật của cuốn tiểu thuyết, và rằng số phận của anh ta gắn liền với Chúa tể Voldemort – Pháp sư Bóng tối khiến cả thế giới sợ hãi và là kẻ sát hại cha mẹ cậu, Lily và James. Bộ sách và loạt phim xoay quanh cuộc đấu tranh của Harry để thích nghi với thế giới phù thủy và đánh bại Voldemort.
Harry được coi như một biểu tượng hư cấu và được nhiều nhà phê bình, độc giả và khán giả miêu tả là một trong những nhân vật văn học và điện ảnh vĩ đại nhất mọi thời đại. Anh được Daniel Radcliffe thể hiện trong cả tám bộ phim Harry Potter từ Hòn đá phù thủy (2001) đến Bảo bối tử thần – Phần 2 (2011).

## Thông tin chung

### Bản thân
Harry James Potter (sinh ngày 31 tháng 7 năm 1980) là một phù thủy máu lai, người con duy nhất của James và Lily Potter, và là một trong những pháp sư nổi tiếng nhất thời hiện đại. Chúa tể Voldemort đã cố gắng giết cậu khi cậu mới một năm ba tháng tuổi theo như lời tiên tri của Sybill Trelawney. Cha mẹ Harry đã chết khi họ cố gắng bảo vệ cậu ngay trước khi hắn tấn công Harry. Nỗ lực giết Harry không thành công đã dẫn đến sự sụp đổ đầu tiên của Voldemort và kết thúc của chiến tranh pháp thuật lần thứ nhất. Một kết quả của sự bảo vệ và hy sinh của Lily là Harry đã được bảo vệ bởi tình yêu cho nên tập đầu tiên (Hòn đá Phù thủy), Harry đã có thể đốt cháy giáo sư Quirrell. Harry đã được nuôi nấng bởi dì và dượng tại gia đình Dursley, là một gia đình Muggle. Trong một ngôi nhà mà cậu không hề được chào đón và hoan nghênh, nhưng sẽ được bảo vệ khỏi Voldemort, ít nhất là cho đến khi cậu được mười bảy tuổi. Là người sống sót duy nhất khỏi Lời nguyền Chết chóc (cho đến thời điểm đó), Harry trở nên nổi tiếng trước cả khi cậu đến học ở Hogwarts.
Vào ngày sinh nhật thứ mười một của mình, Harry biết được rằng cậu là một phù thủy. Cậu bắt đầu theo học trường Hogwarts trong năm 1991 và đã được phân vào nhà Gryffindor (đáng lẽ ra cậu nên ở Slytherin). Trong khi ở trường, Harry trở thành bạn thân nhất với Ron Weasley và Hermione Granger, và sau này trở thành người trẻ tuổi nhất tham gia Quidditch trong hơn một thế kỷ và cuối cùng trở thành đội trưởng của đội bóng nhà mình, chiến thắng hai mùa cúp Quidditch. Cậu trở nên nổi tiếng hơn khi bảo vệ được Hòn đá Phù thủy từ Voldemort và cứu em gái của Ron Weasley - Ginny Weasley khỏi Phòng chứa Bí mật. Trong năm thứ tư của mình, Harry chiến thắng cuộc thi Tam Pháp Thuật, mặc dù cuộc thi đã kết thúc trong bi kịch với cái chết của Cedric Diggory và sự trở lại của Chúa tể Voldemort. Trong năm học tiếp theo, Harry bất đắc dĩ phải dạy và dẫn dắt Quân đoàn Dumbledore và chiến đấu trong trận chiến ở Sở Bảo Mật, cậu đã bị mất đi người cha đỡ đầu và cũng là người thân duy nhất còn lại trong giới phù thủy của mình, Sirius Black.
Harry đã đóng một vai trò quan trọng trong nhiều trận chiến khác của chiến tranh pháp thuật thứ hai, săn lùng và tiêu diệt Voldemort, Trường Sinh Linh Giá cùng với Ron và Hermione. Trong trận chiến Hogwarts, cậu đích thân chứng kiến cái chết của Severus Snape, Fred Weasley, Remus Lupin, Nymphadora Tonks, Colin Creevey, và nhiều người khác. Cậu trực tiếp gặp Voldemort và hi sinh bản thân, biết rằng làm mình như vậy là cách duy nhất để phá hủy Trường Sinh Linh giá còn trong người cậu. Sau khi trúng Lời nguyền giết chóc, cụ Dumbledore nói cho Harry thông tin cơ bản về Voldemort. Harry đã chọn con đường sống; và khi thức dậy, cậu phải đối mặt với Voldemort, đánh bại hắn một lần và mãi mãi.
Harry cũng được biết đến với cái tên Chủ nhân Tử thần, sau khi tập hợp cả ba Bảo bối Tử thần khi mới mười bảy tuổi.
Sau chiến tranh, Harry trở thành một Thần Sáng và có ba đứa con: James Sirius Potter (đặt theo tên cha của cậu - James Potter và cha đỡ đầu của cậu - Sirius Black), Albus Severus Potter (được đặt tên theo Severus Snape và Albus Dumbledore), và Lily Luna Potter (đặt theo tên mẹ của cậu - Lily Potter và bạn thân của vợ cậu - Luna Lovegood). Cậu cũng là cha đỡ đầu của Teddy Lupin (con trai của Remus Lupin và  Nymphadora Tonks) . Harry trở thành Trưởng Văn phòng Thần Sáng trong năm 2007 khi 26 tuổi và đôi khi đi đến trường Hogwarts để cung cấp kiến thức môn Phòng Chống nghệ thuật Hắc ám.

### Gia đình
Harry được thừa hưởng nhiều của cải từ người cha thuần chủng James Potter. Gia đình Potters là hậu duệ của Ignotus Peverell, người đã truyền Áo khoác Tàng Hình cho con cháu mình.
Ngược lại, mẹ của Harry, Lily Evans là một phù thủy xuất thân từ Muggle, phù thủy đầu tiên trong gia đình cô. Lily có một chị gái, Petunia, lúc nào cũng cảm thấy ghen tị và cho rằng Lily Potter trông thật kì dị. Sau này, khi em gái của mình đã chết, Petunia Dursley phải nuôi Harry Potter, mặc dù có vẻ gia đình nhà Dursley không hề được chào đón nhưng Albus Dumbledore đã nói trước khi để Harry trước nhà của Dursley:
"Tôi biết rằng gia đình đó là những Muggle xấu xa, nhưng cậu bé chỉ còn gia đình duy nhất này mà thôi."

### Cuộc sống ban đầu
" Cậu bé này sẽ trở thành một huyền thoại. Rồi sẽ có sách viết về Harry, mọi đứa trẻ trên thế giới rồi sẽ biết đến tên nó. " - Minerva McGonagall nói về tương lai của Harry.
Harry Potter đã được sinh ra vào ngày 31 tháng Bảy, 1980 con trai của Lily và James Potter, thành viên của Hội Phượng Hoàng đang ở đỉnh cao của Chiến tranh phù thủy thứ hai; cậu được sinh ra sau người bạn cùng lớp Neville Longbottom một ngày. Từ khi sinh ra, cậu sống lén lút với cha mẹ của mình sau khi bị Voldemort truy sát. Họ sống trong ngôi làng của Thung lũng Godric trong một gia đình ẩn. Họ cũng đã lên kế hoạch để làm cho Sirius Black trở thành Người giữ Bí mật, nhưng họ đã thay đổi, để Peter Pettigrew làm, người mà họ nghĩ sẽ ít đáng ngờ hơn. Thực ra, Pettigrew là gián điệp của Voldemort. Hắn phản bội James và Lily, sau đó làm giả cái chết của chính mình, và đổ tội cho Sirius đã giết cả ba.
Vào sinh nhật đầu tiên của Harry, Sirius đã mua cho cậu một cây chổi đồ chơi. Gia đình Potter nuôi một con mèo, nhưng nó đã bị giết khi Voldemort đánh sập  ngôi nhà ở thung lũng Godric.
Vào tối Halloween 1981, Voldemort đến Thung lũng Godric và giết James và Lily. Hắn giết James trước, người đã cố gắng để đứng lên che cho Lily và Harry chạy trốn; tiếc là ông đã không cầm đũa phép và đã bị giết chết ngay lập tức. Voldemort sau đó tiến về Lily, người đã chết để bảo vệ Harry. Cô hy sinh ngăn cản Lời nguyền Giết chóc trên Harry. Ngoài ra, tình yêu của cô cho Harry trở thành một vũ khí bảo vệ cho con trai mình. Khi Voldemort cố gắng ếm lời nguyền và nó phản tác dụng, và thay vì giết Harry, Voldemort đã bị mất tất cả các quyền hạn của mình và hình dạng của hắn bị tiêu tan đông thời không bao giờ có thể chạm vào Harry vì tình yêu của Lily, nhưng được cứu thoát khỏi cái chết bởi sáu Trường Sinh Linh Giá hắn đã tạo ra đến thời điểm đó. Chúng bao gồm cuốn nhật ký, chiếc nhẫn của Marvolo Gaunt (ông ngoại của hắn), mề đay của Salazar Slytherin, Chiếc cúp của Helga Hufflepuff, vương miện của Rowena Ravenclaw và con rắn cưng của hắn - Nagini. Sau đó, Harry trở thành một Trường Sinh Linh Giá ngoài dự kiến, bởi vì Voldemort không chỉ cho một phần của khả năng của mình vào Harry, mà hắn cũng vô tình đưa một phần của linh hồn mình vào. Sự việc này làm Harry là người duy nhất sống sót trước Lời nguyền Giết Chóc, do đó đem lại cho cậu danh hiệu "Đứa bé sống sót". Lời nguyền để lại một vết sẹo hình tia chớp trên trán Harry. Vết sẹo sẽ là một tai họa và phước lành cho Harry trong những năm tới, vì nó mở ra một liên kết thần giao cách cảm giữa Voldemort và Harry (bằng chứng là năm thứ hai, khi Harry đang theo học tại trường Hogwarts, Harry đã có thể biết nói tiếng của rắn - Xà Ngữ. Hermionie cho biết rằng Salazar Slytherin cũng biết nói Xà Ngữ. Có thể bản thân Voldemort cũng có thể nói Xà Ngữ).
Ngôi nhà ở Thung lũng Godric đã bị phá hủy trong cuộc tấn công, và bác Hagrid cứu Harry khỏi ngôi nhà đổ nát. Hagrid đã được đưa ra một mệnh lệnh cụ thể để đưa Harry đến nhà của dì và dượng, nhưng Hagrid đã bị chặn lại bởi Sirius, ông xin Hagrid hãy cho Harry về nhà mình sống, nhưng Hagrid không đồng ý, vì đã nhận lệnh từ cụ Dumbledore đưa Harry về nhà dì dượng, Sirius đã đồng ý.
Sirius, mặc dù miễn cưỡng cho Hagrid xe máy bay của mình để có thể đưa Harry về Privet Drive và cụ Dumbledore để lại một bức thư giải thích cho gia đình Dursley, nhưng họ không bao giờ đưa nó cho Harry. Thay vào đó, Harry đã dành mười năm của cuộc đời ở nhà của họ mà không hề biết cậu là một phù thủy cho đến khi Hagrid đến hòn đảo và mới nói cho cậu là một Phù thủy.

## Mô tả
Harry là một hình ảnh phản chiếu của người cha cậu, có mái tóc đen nhánh rối bù một cách ngang ngược, nhưng đáng chú ý là đôi mắt màu xanh lá cây của cậu được thừa hưởng từ mẹ. Harry được mô tả là nhỏ thó và gầy gò do cuộc sống trong thời thơ ấu của cậu với gia đình Dursley không mấy hạnh phúc. Harry đeo một cặp kính tròn, khác thường y như kính cha mình. Trên trán của Harry, được che bởi mái tóc đen rối một cách ngang trán, là một vết sẹo mỏng giống như một tia chớp. Vết sẹo là kết quả của sự thất bại khi Voldemort cố gắng giết Harry khi cậu còn là trẻ sơ sinh. Nó thiêu đốt một cách đau đớn trên trán mỗi khi Voldemort ở gần Harry hoặc cảm thấy những cảm xúc đặc biệt mạnh mẽ, nhưng điều này dừng lại sau cái chết của Voldemort và trở thành một vết sẹo bình thường.
Harry cũng có một vết sẹo mờ trên mu bàn tay phải của mình là dòng chữ: "Tôi không được nói dối". sẹo này hình thành trong khi Harry bị cấm túc với Dolores Umbridge, người đã buộc cậu phải sử dụng bút lông ngỗng hơi, khắc từ từ vào mu bàn tay của mình. Dolores Umbridge đã bị trừng phạt thích đáng tại rừng cấm. Khi Dolores muốn Harry hãy nói mình không hại, thì Harry mới nói với Dolores như sau:
"Xin lỗi giáo sư, tôi không được nói dối."
Ngoài ra, Harry có một vết sẹo hình bầu dục trên ngực trái của mình, nơi chiếc mề đay làm cháy làn da cậu trong cuộc đối đầu với Nagini trong nhà của Bathilda Bagshot ở Thung lũng Godric và vết siết của chiếc mề đay khi Harry cố lấy thanh gươm của Godric Gryffindor dưới đáy hồ trong cuộc hành trình tìm kiếm và tiêu diệt những Trường Sinh Linh Giá của Voldemort..

## Tính cách
Harry Potter là một người cực kỳ dũng cảm, thông minh, và vị tha. Cậu không thích bị coi là trung tâm của sự chú ý và bực tức với những người lợi dụng sự nổi tiếng ấy vì mục đích cá nhân. Cậu thông minh, có trực giác nhanh nhẹn, có khả năng làm chủ tâm trí tốt, đưa ra quyết định đúng đắn, hợp lý trong những lúc quyết định những tình huống khó khăn. Nhìn chung cậu có thể duy trì tình trạng nhận thức và tuyệt đối đề phòng với bên ngoài trong mọi trường hợp nguy hiểm.
Harry còn là một người có khả năng kiềm chế nóng giận, không mất đi sự bình tĩnh và thể hiện sự vượt trội về pháp thuật trong những lúc khủng hoảng nhất. Cậu đã nhiều lần nhắc mọi người rằng một khi đã quyết định thì cậu sẽ tự nguyện kiên quyết làm đến cùng, mặc cho đó đã được dự tính trước là rất liều lĩnh. Ngay cả trong tính cách lãnh đạo cũng đã thể hiện điều đó: kiên trì, bền bỉ, không bao giờ nao núng. Cậu có thể tự ra quyết định và tự tin về việc đó, mặc dù có thể đó là một sai lầm: bắt đầu từ phần bốn, một số người cho rằng việc cậu tự bỏ phiếu quán quân cho mình (điều này lúc sau mới được xác nhận là một cái bẫy) là một hành động "tự làm anh hùng". Rồi đến phần năm, vì quyết định sai lầm mà cậu bị bọn Tử thần Thực tử lợi dụng để lấy quả cầu tiên tri, gây ra một trận chiến khốc liệt. Trong phần bảy, cậu bị phát hiện khi chạy trốn cũng vì đòn phép có hiệu quả nhưng lại đặc trưng cho cậu (Bùa Giải giới, Expelliarmus Spell) được tung ra khi chiến đấu. Hành động liều lĩnh đó đã phá hủy toàn bộ kế hoạch. Có thể đó không phải lỗi của cậu và tính quyết định cương quyết không phải điểm yếu nhưng bọn Tử thần Thực tử đã biết lợi dụng điểm mạnh đó biến nó trở thành điểm yếu.
Trong một số trường hợp, Harry có thể trở nên vô cùng đáng sợ đối với những người như Gilderoy Lockhart, Mundungus Fletcher, Bellatrix Lestrange (khi bà giết chết Sirius), Hermione Granger và Ron Weasley. Cậu có thể trở nên cực kỳ đáng sợ khi bị đẩy đến đỉnh điểm của sự tức giận hoặc sự phiền toái. Khi ở trong một tâm trạng xấu và khi tranh cãi, thậm chí người bạn thân nhất của Harry cũng phải cảnh giác với cậu, thường trả lời giọng nói giận dữ của cậu một cách bình tĩnh và xoa dịu. Người duy nhất không tỏ ra sợ hãi khi cậu giận dữ (trừ giáo viên và một số nhân vật có quyền khác trong truyện) là Ginny Weasley.

## Khả năng pháp thuật
Trong đa số những môn học, Harry Potter thường nhận được điểm từ khá đến xuất sắc (đặc biệt là môn Phòng chống Nghệ thuật Hắc ám) từ những giáo viên chuyên môn và có tính công bằng. Trong kì thi Pháp thuật thường đẳng O.W.L., cậu thực hiện bài thi khá tốt. Cậu đạt được 1 điểm Xuất sắc trong môn Phòng Chống Nghệ thuật Hắc Ám; 5 điểm Giỏi trong các môn Thảo Dược Học, Bùa Chú, Biến Hình, Độc Dược, Chăm Sóc Sinh Vật Huyền Bí; 1 điểm Khá trong môn Thiên Văn Học; 1 điểm Trung Bình trong môn Tiên Tri và 1 điểm Yếu trong môn Lịch sử Pháp Thuật.
Harry tỏ ra yếu trong các môn Độc dược, Tiên tri và Lịch sử Pháp thuật. Điều này thể hiện rõ ở kết quả học tập và học lực khá tệ của cậu. Tuy nhiên, một lý do quan trọng dẫn đến điều này là những giáo viên bộ môn. Trong lớp Độc dược (hay bất kì nơi nào khác), giáo sư Severus Snape luôn tỏ thái độ bất công, tức giận, thậm chí lăng mạ Harry, đôi lúc còn nói xấu người cha của cậu là James Potter. Nhưng khi giáo sư Horace Slughorn lên thay vị trí này, Harry lại đạt điểm cao nhất lớp (Một phần nhờ vào cuốn sách cũ của Hoàng tử lai, nhưng chủ yếu là do cậu không có lí do gì để căm ghét giáo sư Slughorn và thật sự, cậu cũng có khả năng học tốt môn học này nhờ sự di truyền của người mẹ - Lily Potter. Trong lớp Tiên tri với giáo sư là bà Sybill Trelawney, một người mà cậu luôn coi là "mụ già bịp bợm" bởi bà luôn tiên đoán về cái chết thê thảm của Harry ngay từ năm thứ ba, chỉ trừ một lần ở năm thứ năm, bà tiên đoán là "thọ đến tuổi cổ lai hy, trở thành bộ trường Bộ Pháp thuật và có 12 đứa con" để trả thù giáo sư Umbridge. Harry cũng rất ngạc nhiên khi phát hiện ra bà chính là người đã lập lời tiên tri định mệnh về mình và Voldemort. Còn Lịch sử Pháp thuật là lớp do giáo sư Binn đứng lớp - giáo sư duy nhất trong giáo ban của trường Hogwarts là một con ma. Trong các buổi học, giáo sư Binn chỉ chăm chú đọc các ghi chép của mình với một giọng được miêu tả là " rè rè như một cái máy hút bụi" mà không hề chú ý gì tới học trò cả, hậu quả là hầu hết học sinh trường Hogwarts đều dốt môn này, ngoại trừ  Hermione Granger, .
Harry có thể thực hiện bùa phép thành công dù chỉ mới nhìn người khác thực hiện một lần. Ví dụ trong phần hai, cậu có thể thực hiện Thần chú Giải giới (Expelliarmus) ngay từ lần đầu tiên khi thấy thầy Snape thực hiện trước đó và về sau đòn phép đó trở thành "đặc trưng" cho cậu. Cậu cũng học được một số đòn phép trong cuốn sách của Hoàng tử lai mà không cần có bài học (Cắt sâu mãi mãi). Harry cũng đã thử sử dụng Lời nguyền Tra tấn (The Cruciatus Curse) lên Tử thần Thực tử Bellatrix Lestrange, nhưng không gây tổn thương cho mụ ta vì nếu muốn thành công phải thật tâm muốn làm nạn nhân đau đớn và có được sự thích thú khi nhìn thấy cảnh tượng đó. Hai năm sau, cậu đã thành công khi sử dụng lời nguyền đó lên Tử thần Thực tử Amycus Carrow.
Mặc dù chưa bao giờ cưỡi chổi trước đó (tuy nhiên trong bức thư của mẹ cậu Lily thì cậu đã từng cưỡi chổi đồ chơi), nhưng Harry Potter đã nhanh chóng trở thành một cầu thủ Quidditch tài năng. Cậu là Tầm thủ cho đội Quidditch của nhà Gryffindor ngay từ năm thứ nhất và đến năm thứ sáu thì trở thành đội trưởng. Nhờ sự luyện tập môn này mà đã nhiều lần cậu né được những lời nguyền chết người. Nhưng mặc dù được ca ngợi trong môn Quidditch, cậu chỉ có một lần duy nhất tham gia trận chung kết giải thể thao này. Năm đầu, cậu bị thương và Gryffindor đã để lọt khỏi tay chiếc cúp trong trận cuối cùng. Năm thứ hai, giải đấu bị hủy bỏ vì sự tấn công của con Tử xà Basilisk. Đến năm thứ ba thì cuối cùng cậu cũng được chơi ở trận cuối và giành cúp cho đội nhà. Giải đấu tiếp tục tạm hoãn năm tiếp theo vì cuộc thi Tam phép thuật. Năm thứ năm, giáo sư Dolores Umbridge cấm Harry chơi nhưng dù sao đội Quidditch nhà Gryffindor vẫn giành chiến thắng chung cuộc. Đến năm thứ sáu. Harry vẫn là Tầm Thủ và Angelina Johnson là đội trưởng nhưng trong trận cuối lại bị giáo sư Severus Snape cấm túc nên điều này làm Angelina tức giận. Ginny Weasley chơi thay cậu và giành chiến thắng cho đội nhà Gryffindor. Không rõ rằng trong năm thứ bảy có tổ chức giải đấu hay không vì Harry không nhập học mà cùng các bạn đi tìm kiếm và tiêu diệt những Trường sinh linh giá, nhưng theo dự đoán, sẽ không có giải Quidditch được tổ chức vì Voldemort và các Tử Thần Thực Tử đã phá hủy sân Quiddich vào năm đó và cần nhiều năm để tái tạo. Cũng theo đó, vì sở thích ấy mà cuốn sách Harry ưa thích nhất là cuốn Quidditch qua các thời đại.Vào ngày sinh nhật thứ mười ba của Harry, Hedwig đã mang về cho cậu món quà sinh nhật của Hermione, bộ dụng cụ Tự bảo quản Chổi thần.

## Sở hữu

### Đũa phép
Cây đũa phép của Harry Potter là một trong những cây đũa phép đặc biệt vì nó có họ hàng với cây đũa phép của Chúa tể Voldemort, kẻ thù lớn nhất của cậu. Cả hai đều do ông Ollivander làm ra với lõi là lông đuôi của con chim phượng hoàng Fawkes - con vật cưng của giáo sư Albus Dumbledore nên khi hai đòn phép chạm nhau đã tạo nên Bùa chú đảo ngược. Chất liệu làm cây đũa của Harry là cây nhựa ruồi, dài 2 tấc 9, được Ông Ollivander cho là "một sự kết hợp khác thường" khi làm với lõi lông phượng hoàng. Theo tác giả J. K. Rowling, bà chọn chất liệu cây này vì nó được cho là có khả năng đẩy lùi quỷ dữ, trái ngược với cây đũa của Chúa tể Voldemort làm từ cây gỗ thủy tùng, nhựa cây có độc và tượng trưng cho cái chết. Ngoài ra, trong lịch Celt, tháng bảy - tháng sinh của Harry - cũng có biểu tượng là loại cây nhựa ruồi này.

### Vật nuôi
Harry có một con cú, lông trắng như tuyết tên là Hedwig, dùng để gửi và nhận thư tín, quà tặng. Đôi lúc còn làm bạn với Harry trong thời gian nghỉ hè ở nhà của gia đình Dursley và là thứ duy nhất kết nối cậu với thế giới phù thủy trong thời gian đó. Con vật này thông minh hơn những con cú khác. Đó là quà của Giáo sư Rubeus Hagrid dành cho cậu trước khi nhập học. Tác giả J. K. Rowling đã cho con vật này chết trong phần cuối bởi Lời nguyền Chết chóc với hy vọng tạo nên một phản ứng mạnh mẽ trong lòng độc giả, mặc dù bà rất tiếc và biết rằng cái chết đó sẽ làm nhiều người hâm mộ tức giận. Ngoài ra, sau cái chết của người cha đỡ đầu Sirius Black, cậu cũng là chủ nhân của con bằng mã Buckbeak. Tuy nhiên, cậu vẫn để nó cho Rubeus Hagrid.

### Những bảo bối tử thần
Harry Potter cùng với cụ Dumbledore có lẽ là hai người duy nhất trong lịch sử từng thu thập được cả ba bảo bối tử thần trong truyền thuyết. Bảo bối tử thần đầu tiên mà Harry nhận được là chiếc áo khoác tàng hình gia truyền của nhà cậu từ một người giấu mặt mà sau này được tiết lộ là giáo sư Dumbledore. Đây là bảo bối mà Harry lẫn cha mình từng sử dụng rất nhiều lần và có vai trò cực kì quan trọng trong suốt cả bảy tập truyện. Bảo bối tử thần thứ hai mà Harry đạt được là Viên đá phục sinh được cụ Dumbledore giấu trong trái Snitch mà Harry nuốt phải trong trận đấu Quidditch đầu tiên và trao cho cậu trong di chúc của mình. Harry đã dùng viên đá này để gọi hồn cha mẹ mình, chú Sirius và thầy Lupin trước cuộc gặp mặt với Voldermort trong khu rừng cấm. Cậu cũng bỏ lại viên đá ở đó tuy nhiên Harry không muốn tìm lại viên đá. Harry cũng vô tình trở thành chủ sở hữu đích thực của cây đũa phép cơm nguội sau khi đánh bại Draco Malfoy, người cũng vô tình trở thành chủ sở hữu của cây đũa phép sau khi tước đũa phép của Dumbledore ở tháp Thiên văn trong tập sáu.Sau trận chiến cuối cùng với Voldermort, Harry đã có được cây đũa phép cơm nguội nhưng cậu bẻ gãy nó vì nghĩ cây đũa phép này quá nguy hiểm.

### Tài sản

Căn nhà cũ của Harry Potter tại thung lũng Godric đã bị Chúa tể Hắc ám Voldemort phà hủy vào đêm Halloween năm 1981

Harry có một số lượng lớn vàng trong tài khoản của cha mẹ cậu tại Ngân hàng Phù thủy Gringrotts (do cha mẹ cậu để lại). cùng với ngôi nhà cũ ở thung lũng Godric. Thêm vào đó, trong di chúc của cha đỡ đầu Sirius, cậu thừa hưởng tất cả tài sản để lại, bao gồm một khoản kha khá vàng, căn nhà số 12 quảng trường Grimmauld và con gia tinh Kreacher. Sau này, trong hành trình đi tìm những Trường sinh linh giá, cậu, Ron và Hermione đã ở căn nhà đó sử dụng nó như một nơi ẩn trốn khá an toàn trước sự truy đuổi của kẻ thù. Ngoài ra, còn có 2 cây chổi bay phù thủy hỗ trợ cho Harry khi cậu được chọn vào vị trí Tầm Thủ (Seeker). Cây chổi đầu tiên là Nimbus 2000 do giáo sư McGonagall tặng vào năm học thứ 1. Cây chổi thứ 2 tên Tia Chớp (cây chổi tên lửa) được cha đỡ đầu Sirius Black tặng vào năm học thứ 3 vì cây Nimbus 2000 đã bị hư trong trận Quidditch.

### Xuất hiện trong các tác phẩm
Harry cũng được đề cập đến một số tác phẩm trong thế giới phù thủy như: Lịch sử pháp thuật thời hiện đại, Sự trỗi dậy và sụp đổ của Nghệ thuật hắc ám, Những sự kiện quan trọng trong thế giới phù thủy trong thế kỷ XX.

### Gia đình
|  |  |                   |                   |                   |                   |                    |                    |                    |                    |                    |                    |                    |                    |                    |                    |                    |                    |                    |                    |                 |                 |                  |                  |                  |                  |                  |                  |                |                | Gia đình Peverell |                |                |                |                  |                  |                  |                  |                  |                  |                |                |                  |                  |                  |                  |                  |                  |                |                |                 |                 |                 |                 |                 |                 |              |              |              |              |              |              |              |              |  |  |               |               |               |               |               |               |  |  |  |  |  |  |  |  |  |  |  |  |  |  |  |  |  |  |  |  |
|  |  | Salazar Slytherin |                   |                   |                   |                    |                    |                    |                    |                    |                    |                    |                    |                    |                    |                    |                    |                    |                    |                 |                 |                  |                  |                  |                  |                  |                  |                |                |                   |                |                |                |                  |                  |                  |                  |                  |                  |                |                |                  |                  |                  |                  |                  |                  |                |                |                 |                 |                 |                 |                 |                 |              |              |              |              |              |              |              |              |  |  |               |               |               |               |               |               |  |  |  |  |  |  |  |  |  |  |  |  |  |  |  |  |  |  |  |  |
|  |  |                   |                   |                   |                   |                    |                    |                    |                    |                    |                    |                    |                    |                    |                    |                    |                    |                    |                    |                 |                 |                  |                  |                  |                  |                  |                  |                |                |                   |                |                |                |                  |                  |                  |                  |                  |                  |                |                |                  |                  |                  |                  |                  |                  |                |                |                 |                 |                 |                 |                 |                 |              |              |              |              |              |              |              |              |  |  |               |               |               |               |               |               |  |  |  |  |  |  |  |  |  |  |  |  |  |  |  |  |  |  |  |  |
|  |  |                   |                   |                   |                   |                    |                    |                    |                    | Antioch Peverell   | Antioch Peverell   | Antioch Peverell   | Antioch Peverell   | Antioch Peverell   | Antioch Peverell   |                    |                    | Cadmus Peverell    | Cadmus Peverell    | Cadmus Peverell | Cadmus Peverell | Cadmus Peverell  | Cadmus Peverell  |                  |                  |                  |                  |                |                |                   |                |                |                |                  |                  |                  |                  |                  |                  |                |                | Ignotus Peverell | Ignotus Peverell | Ignotus Peverell | Ignotus Peverell | Ignotus Peverell | Ignotus Peverell |                |                |                 |                 |                 |                 |                 |                 |              |              |              |              |              |              |              |              |  |  |               |               |               |               |               |               |  |  |  |  |  |  |  |  |  |  |  |  |  |  |  |  |  |  |  |  |
|  |  |                   |                   |                   |                   |                    |                    |                    |                    | Antioch Peverell   | Antioch Peverell   | Antioch Peverell   | Antioch Peverell   | Antioch Peverell   | Antioch Peverell   |                    |                    | Cadmus Peverell    | Cadmus Peverell    | Cadmus Peverell | Cadmus Peverell | Cadmus Peverell  | Cadmus Peverell  |                  |                  |                  |                  |                |                |                   |                |                |                |                  |                  |                  |                  |                  |                  |                |                | Ignotus Peverell | Ignotus Peverell | Ignotus Peverell | Ignotus Peverell | Ignotus Peverell | Ignotus Peverell |                |                |                 |                 |                 |                 |                 |                 |              |              |              |              |              |              |              |              |  |  |               |               |               |               |               |               |  |  |  |  |  |  |  |  |  |  |  |  |  |  |  |  |  |  |  |  |
|  |  | Nhiều thế hệ      | Nhiều thế hệ      | Nhiều thế hệ      | Nhiều thế hệ      | Nhiều thế hệ       | Nhiều thế hệ       |                    |                    |                    |                    |                    |                    |                    |                    |                    |                    | Nhiều thế hệ       | Nhiều thế hệ       | Nhiều thế hệ    | Nhiều thế hệ    | Nhiều thế hệ     | Nhiều thế hệ     |                  |                  |                  |                  |                |                |                   |                |                |                |                  |                  |                  |                  |                  |                  |                |                | Nhiều thế hệ     | Nhiều thế hệ     | Nhiều thế hệ     | Nhiều thế hệ     | Nhiều thế hệ     | Nhiều thế hệ     |                |                |                 |                 |                 |                 |                 |                 |              |              |              |              |              |              |              |              |  |  |               |               |               |               |               |               |  |  |  |  |  |  |  |  |  |  |  |  |  |  |  |  |  |  |  |  |
|  |  | Nhiều thế hệ      | Nhiều thế hệ      | Nhiều thế hệ      | Nhiều thế hệ      | Nhiều thế hệ       | Nhiều thế hệ       |                    |                    |                    |                    |                    |                    |                    |                    |                    |                    | Nhiều thế hệ       | Nhiều thế hệ       | Nhiều thế hệ    | Nhiều thế hệ    | Nhiều thế hệ     | Nhiều thế hệ     |                  |                  |                  |                  |                |                |                   |                |                |                |                  |                  |                  |                  |                  |                  |                |                | Nhiều thế hệ     | Nhiều thế hệ     | Nhiều thế hệ     | Nhiều thế hệ     | Nhiều thế hệ     | Nhiều thế hệ     |                |                |                 |                 |                 |                 |                 |                 |              |              |              |              |              |              |              |              |  |  |               |               |               |               |               |               |  |  |  |  |  |  |  |  |  |  |  |  |  |  |  |  |  |  |  |  |
|  |  |                   |                   |                   |                   |                    |                    |                    |                    | Marvolo Gaunt      |                    |                    |                    |                    |                    |                    |                    |                    |                    |                 |                 |                  |                  |                  |                  |                  |                  |                |                |                   |                |                |                |                  |                  |                  |                  |                  |                  |                |                |                  |                  |                  |                  |                  |                  |                |                |                 |                 |                 |                 |                 |                 |              |              |              |              |              |              |              |              |  |  |               |               |               |               |               |               |  |  |  |  |  |  |  |  |  |  |  |  |  |  |  |  |  |  |  |  |
|  |  |                   |                   |                   |                   |                    |                    |                    |                    |                    |                    |                    |                    |                    |                    |                    |                    |                    |                    |                 |                 |                  |                  |                  |                  |                  |                  |                |                | Gia đình Black    |                |                |                |                  |                  |                  |                  |                  |                  |                |                |                  |                  |                  |                  |                  |                  |                |                |                 |                 |                 |                 |                 |                 |              |              |              |              |              |              |              |              |  |  |               |               |               |               |               |               |  |  |  |  |  |  |  |  |  |  |  |  |  |  |  |  |  |  |  |  |
|  |  |                   |                   |                   |                   |                    |                    |                    |                    |                    |                    |                    |                    |                    |                    |                    |                    |                    |                    |                 |                 |                  |                  |                  |                  |                  |                  |                |                |                   |                |                |                |                  |                  |                  |                  |                  |                  |                |                |                  |                  |                  |                  |                  |                  |                |                |                 |                 |                 |                 |                 |                 |              |              |              |              |              |              |              |              |  |  |               |               |               |               |               |               |  |  |  |  |  |  |  |  |  |  |  |  |  |  |  |  |  |  |  |  |
|  |  | Morfin Gaunt      | Morfin Gaunt      | Morfin Gaunt      | Morfin Gaunt      | Morfin Gaunt       | Morfin Gaunt       |                    |                    | Merope Gaunt       | Merope Gaunt       | Merope Gaunt       | Merope Gaunt       | Merope Gaunt       | Merope Gaunt       |                    |                    | Tom Riddle Sr.     | Tom Riddle Sr.     | Tom Riddle Sr.  | Tom Riddle Sr.  | Tom Riddle Sr.   | Tom Riddle Sr.   |                  |                  |                  |                  |                |                |                   |                |                |                |                  |                  |                  |                  |                  |                  |                |                |                  |                  |                  |                  |                  |                  |                |                |                 |                 |                 |                 |                 |                 |              |              |              |              |              |              |              |              |  |  |               |               |               |               |               |               |  |  |  |  |  |  |  |  |  |  |  |  |  |  |  |  |  |  |  |  |
|  |  | Morfin Gaunt      | Morfin Gaunt      | Morfin Gaunt      | Morfin Gaunt      | Morfin Gaunt       | Morfin Gaunt       |                    |                    | Merope Gaunt       | Merope Gaunt       | Merope Gaunt       | Merope Gaunt       | Merope Gaunt       | Merope Gaunt       |                    |                    | Tom Riddle Sr.     | Tom Riddle Sr.     | Tom Riddle Sr.  | Tom Riddle Sr.  | Tom Riddle Sr.   | Tom Riddle Sr.   |                  |                  |                  |                  |                |                |                   |                |                |                |                  |                  |                  |                  |                  |                  |                |                |                  |                  |                  |                  |                  |                  |                |                |                 |                 |                 |                 |                 |                 |              |              |              |              |              |              |              |              |  |  |               |               |               |               |               |               |  |  |  |  |  |  |  |  |  |  |  |  |  |  |  |  |  |  |  |  |
|  |  |                   |                   |                   |                   |                    |                    |                    |                    |                    |                    |                    |                    |                    |                    |                    |                    |                    |                    |                 |                 |                  |                  |                  |                  |                  |                  |                |                |                   |                |                |                |                  |                  |                  |                  |                  |                  |                |                |                  |                  |                  |                  |                  |                  |                |                |                 |                 |                 |                 |                 |                 |              |              |              |              |              |              |              |              |  |  |               |               |               |               |               |               |  |  |  |  |  |  |  |  |  |  |  |  |  |  |  |  |  |  |  |  |
|  |  |                   |                   |                   |                   |                    |                    |                    |                    |                    |                    |                    |                    | Tom Marvolo Riddle | Tom Marvolo Riddle | Tom Marvolo Riddle | Tom Marvolo Riddle | Tom Marvolo Riddle | Tom Marvolo Riddle |                 |                 | Septimus Weasley | Septimus Weasley | Septimus Weasley | Septimus Weasley | Septimus Weasley | Septimus Weasley |                |                | Cedrella Black    | Cedrella Black | Cedrella Black | Cedrella Black | Cedrella Black   | Cedrella Black   |                  |                  | Ông bà Dursley   | Ông bà Dursley   | Ông bà Dursley | Ông bà Dursley | Ông bà Dursley   | Ông bà Dursley   |                  |                  |                  |                  |                |                |                 |                 |                 |                 | Ông bà Evans    | Ông bà Evans    | Ông bà Evans | Ông bà Evans | Ông bà Evans | Ông bà Evans |              |              |              |              |  |  | Ông bà Potter | Ông bà Potter | Ông bà Potter | Ông bà Potter | Ông bà Potter | Ông bà Potter |  |  |  |  |  |  |  |  |  |  |  |  |  |  |  |  |  |  |  |  |
|  |  |                   |                   |                   |                   |                    |                    |                    |                    |                    |                    |                    |                    | Tom Marvolo Riddle | Tom Marvolo Riddle | Tom Marvolo Riddle | Tom Marvolo Riddle | Tom Marvolo Riddle | Tom Marvolo Riddle |                 |                 | Septimus Weasley | Septimus Weasley | Septimus Weasley | Septimus Weasley | Septimus Weasley | Septimus Weasley |                |                | Cedrella Black    | Cedrella Black | Cedrella Black | Cedrella Black | Cedrella Black   | Cedrella Black   |                  |                  | Ông bà Dursley   | Ông bà Dursley   | Ông bà Dursley | Ông bà Dursley | Ông bà Dursley   | Ông bà Dursley   |                  |                  |                  |                  |                |                |                 |                 |                 |                 | Ông bà Evans    | Ông bà Evans    | Ông bà Evans | Ông bà Evans | Ông bà Evans | Ông bà Evans |              |              |              |              |  |  | Ông bà Potter | Ông bà Potter | Ông bà Potter | Ông bà Potter | Ông bà Potter | Ông bà Potter |  |  |  |  |  |  |  |  |  |  |  |  |  |  |  |  |  |  |  |  |
|  |  |                   |                   |                   |                   |                    |                    |                    |                    |                    |                    |                    |                    |                    |                    |                    |                    |                    |                    |                 |                 |                  |                  |                  |                  |                  |                  |                |                |                   |                |                |                |                  |                  |                  |                  |                  |                  |                |                |                  |                  |                  |                  |                  |                  |                |                |                 |                 |                 |                 |                 |                 |              |              |              |              |              |              |              |              |  |  |               |               |               |               |               |               |  |  |  |  |  |  |  |  |  |  |  |  |  |  |  |  |  |  |  |  |
|  |  |                   |                   |                   |                   |                    |                    |                    |                    |                    |                    |                    |                    |                    |                    |                    |                    |                    |                    |                 |                 |                  |                  |                  |                  |                  |                  |                |                |                   |                |                |                |                  |                  |                  |                  |                  |                  |                |                |                  |                  |                  |                  |                  |                  |                |                |                 |                 |                 |                 |                 |                 |              |              |              |              |              |              |              |              |  |  |               |               |               |               |               |               |  |  |  |  |  |  |  |  |  |  |  |  |  |  |  |  |  |  |  |  |
|  |  | Apolline Delacour | Apolline Delacour | Apolline Delacour | Apolline Delacour | Apolline Delacour  | Apolline Delacour  |                    |                    | Monsieur Delacour  | Monsieur Delacour  | Monsieur Delacour  | Monsieur Delacour  | Monsieur Delacour  | Monsieur Delacour  |                    |                    | Molly Prewett      | Molly Prewett      | Molly Prewett   | Molly Prewett   | Molly Prewett    | Molly Prewett    |                  |                  | Arthur Weasley   | Arthur Weasley   | Arthur Weasley | Arthur Weasley | Arthur Weasley    | Arthur Weasley |                |                | Marjorie Dursley | Marjorie Dursley | Marjorie Dursley | Marjorie Dursley | Marjorie Dursley | Marjorie Dursley |                |                | Vernon Dursley   | Vernon Dursley   | Vernon Dursley   | Vernon Dursley   | Vernon Dursley   | Vernon Dursley   |                |                | Petunia Evans   | Petunia Evans   | Petunia Evans   | Petunia Evans   | Petunia Evans   | Petunia Evans   |              |              | Lily Evans   | Lily Evans   | Lily Evans   | Lily Evans   | Lily Evans   | Lily Evans   |  |  | James Potter  | James Potter  | James Potter  | James Potter  | James Potter  | James Potter  |  |  |  |  |  |  |  |  |  |  |  |  |  |  |  |  |  |  |  |  |
|  |  | Apolline Delacour | Apolline Delacour | Apolline Delacour | Apolline Delacour | Apolline Delacour  | Apolline Delacour  |                    |                    | Monsieur Delacour  | Monsieur Delacour  | Monsieur Delacour  | Monsieur Delacour  | Monsieur Delacour  | Monsieur Delacour  |                    |                    | Molly Prewett      | Molly Prewett      | Molly Prewett   | Molly Prewett   | Molly Prewett    | Molly Prewett    |                  |                  | Arthur Weasley   | Arthur Weasley   | Arthur Weasley | Arthur Weasley | Arthur Weasley    | Arthur Weasley |                |                | Marjorie Dursley | Marjorie Dursley | Marjorie Dursley | Marjorie Dursley | Marjorie Dursley | Marjorie Dursley |                |                | Vernon Dursley   | Vernon Dursley   | Vernon Dursley   | Vernon Dursley   | Vernon Dursley   | Vernon Dursley   |                |                | Petunia Evans   | Petunia Evans   | Petunia Evans   | Petunia Evans   | Petunia Evans   | Petunia Evans   |              |              | Lily Evans   | Lily Evans   | Lily Evans   | Lily Evans   | Lily Evans   | Lily Evans   |  |  | James Potter  | James Potter  | James Potter  | James Potter  | James Potter  | James Potter  |  |  |  |  |  |  |  |  |  |  |  |  |  |  |  |  |  |  |  |  |
|  |  |                   |                   |                   |                   |                    |                    |                    |                    |                    |                    |                    |                    |                    |                    |                    |                    |                    |                    |                 |                 |                  |                  |                  |                  |                  |                  |                |                |                   |                |                |                |                  |                  |                  |                  |                  |                  |                |                |                  |                  |                  |                  |                  |                  |                |                |                 |                 |                 |                 |                 |                 |              |              |              |              |              |              |              |              |  |  |               |               |               |               |               |               |  |  |  |  |  |  |  |  |  |  |  |  |  |  |  |  |  |  |  |  |
|  |  |                   |                   |                   |                   |                    |                    |                    |                    |                    |                    |                    |                    |                    |                    |                    |                    |                    |                    |                 |                 |                  |                  |                  |                  |                  |                  |                |                |                   |                |                |                |                  |                  |                  |                  |                  |                  |                |                |                  |                  |                  |                  |                  |                  |                |                |                 |                 |                 |                 |                 |                 |              |              |              |              |              |              |              |              |  |  |               |               |               |               |               |               |  |  |  |  |  |  |  |  |  |  |  |  |  |  |  |  |  |  |  |  |
|  |  |                   |                   |                   |                   | Gabrielle Delacour | Gabrielle Delacour | Gabrielle Delacour | Gabrielle Delacour | Gabrielle Delacour | Gabrielle Delacour |                    |                    | Charles Weasley    | Charles Weasley    | Charles Weasley    | Charles Weasley    | Charles Weasley    | Charles Weasley    |                 |                 | Fred Weasley     | Fred Weasley     | Fred Weasley     | Fred Weasley     | Fred Weasley     | Fred Weasley     |                |                |                   |                |                |                |                  |                  |                  |                  |                  |                  |                |                |                  |                  |                  |                  | Dudley Dursley   | Dudley Dursley   | Dudley Dursley | Dudley Dursley | Dudley Dursley  | Dudley Dursley  |                 |                 |                 |                 |              |              |              |              |              |              |              |              |  |  |               |               |               |               |               |               |  |  |  |  |  |  |  |  |  |  |  |  |  |  |  |  |  |  |  |  |
|  |  |                   |                   |                   |                   | Gabrielle Delacour | Gabrielle Delacour | Gabrielle Delacour | Gabrielle Delacour | Gabrielle Delacour | Gabrielle Delacour |                    |                    | Charles Weasley    | Charles Weasley    | Charles Weasley    | Charles Weasley    | Charles Weasley    | Charles Weasley    |                 |                 | Fred Weasley     | Fred Weasley     | Fred Weasley     | Fred Weasley     | Fred Weasley     | Fred Weasley     |                |                |                   |                |                |                |                  |                  |                  |                  |                  |                  |                |                |                  |                  |                  |                  | Dudley Dursley   | Dudley Dursley   | Dudley Dursley | Dudley Dursley | Dudley Dursley  | Dudley Dursley  |                 |                 |                 |                 |              |              |              |              |              |              |              |              |  |  |               |               |               |               |               |               |  |  |  |  |  |  |  |  |  |  |  |  |  |  |  |  |  |  |  |  |
|  |  |                   |                   |                   |                   |                    |                    |                    |                    |                    |                    |                    |                    |                    |                    |                    |                    |                    |                    |                 |                 |                  |                  |                  |                  |                  |                  |                |                |                   |                |                |                |                  |                  |                  |                  |                  |                  |                |                |                  |                  |                  |                  |                  |                  |                |                |                 |                 |                 |                 |                 |                 |              |              |              |              |              |              |              |              |  |  |               |               |               |               |               |               |  |  |  |  |  |  |  |  |  |  |  |  |  |  |  |  |  |  |  |  |
|  |  | Fleur Delacour    | Fleur Delacour    | Fleur Delacour    | Fleur Delacour    | Fleur Delacour     | Fleur Delacour     |                    |                    | William Weasley    | William Weasley    | William Weasley    | William Weasley    | William Weasley    | William Weasley    |                    |                    | Percy Weasley      | Percy Weasley      | Percy Weasley   | Percy Weasley   | Percy Weasley    | Percy Weasley    |                  |                  | George Weasley   | George Weasley   | George Weasley | George Weasley | George Weasley    | George Weasley |                |                | Hermione Granger | Hermione Granger | Hermione Granger | Hermione Granger | Hermione Granger | Hermione Granger |                |                | Ronald Weasley   | Ronald Weasley   | Ronald Weasley   | Ronald Weasley   | Ronald Weasley   | Ronald Weasley   |                |                | Ginevra Weasley | Ginevra Weasley | Ginevra Weasley | Ginevra Weasley | Ginevra Weasley | Ginevra Weasley |              |              | Harry Potter | Harry Potter | Harry Potter | Harry Potter | Harry Potter | Harry Potter |  |  |               |               |               |               |               |               |  |  |  |  |  |  |  |  |  |  |  |  |  |  |  |  |  |  |  |  |
|  |  | Fleur Delacour    | Fleur Delacour    | Fleur Delacour    | Fleur Delacour    | Fleur Delacour     | Fleur Delacour     |                    |                    | William Weasley    | William Weasley    | William Weasley    | William Weasley    | William Weasley    | William Weasley    |                    |                    | Percy Weasley      | Percy Weasley      | Percy Weasley   | Percy Weasley   | Percy Weasley    | Percy Weasley    |                  |                  | George Weasley   | George Weasley   | George Weasley | George Weasley | George Weasley    | George Weasley |                |                | Hermione Granger | Hermione Granger | Hermione Granger | Hermione Granger | Hermione Granger | Hermione Granger |                |                | Ronald Weasley   | Ronald Weasley   | Ronald Weasley   | Ronald Weasley   | Ronald Weasley   | Ronald Weasley   |                |                | Ginevra Weasley | Ginevra Weasley | Ginevra Weasley | Ginevra Weasley | Ginevra Weasley | Ginevra Weasley |              |              | Harry Potter | Harry Potter | Harry Potter | Harry Potter | Harry Potter | Harry Potter |  |  |               |               |               |               |               |               |  |  |  |  |  |  |  |  |  |  |  |  |  |  |  |  |  |  |  |  |
|  |  |                   |                   |                   |                   |                    |                    |                    |                    |                    |                    |                    |                    |                    |                    |                    |                    |                    |                    |                 |                 |                  |                  |                  |                  |                  |                  |                |                |                   |                |                |                |                  |                  |                  |                  |                  |                  |                |                |                  |                  |                  |                  |                  |                  |                |                |                 |                 |                 |                 |                 |                 |              |              |              |              |              |              |              |              |  |  |               |               |               |               |               |               |  |  |  |  |  |  |  |  |  |  |  |  |  |  |  |  |  |  |  |  |
|  |  |                   |                   |                   |                   |                    |                    |                    |                    |                    |                    |                    |                    |                    |                    |                    |                    |                    |                    |                 |                 |                  |                  |                  |                  |                  |                  |                |                |                   |                |                |                |                  |                  |                  |                  |                  |                  |                |                |                  |                  |                  |                  |                  |                  |                |                |                 |                 |                 |                 |                 |                 |              |              |              |              |              |              |              |              |  |  |               |               |               |               |               |               |  |  |  |  |  |  |  |  |  |  |  |  |  |  |  |  |  |  |  |  |
|  |  | Victoire Weasley  | Victoire Weasley  | Victoire Weasley  | Victoire Weasley  | Victoire Weasley   | Victoire Weasley   |                    |                    | Những đứa trẻ khác | Những đứa trẻ khác | Những đứa trẻ khác | Những đứa trẻ khác | Những đứa trẻ khác | Những đứa trẻ khác |                    |                    |                    |                    |                 |                 |                  |                  |                  |                  | Fred Weasley     | Fred Weasley     | Fred Weasley   | Fred Weasley   | Fred Weasley      | Fred Weasley   |                |                | Rose Weasley     | Rose Weasley     | Rose Weasley     | Rose Weasley     | Rose Weasley     | Rose Weasley     |                |                | Hugo Weasley     | Hugo Weasley     | Hugo Weasley     | Hugo Weasley     | Hugo Weasley     | Hugo Weasley     |                |                | James Potter    | James Potter    | James Potter    | James Potter    | James Potter    | James Potter    |              |              | Albus Potter | Albus Potter | Albus Potter | Albus Potter | Albus Potter | Albus Potter |  |  | Lily Potter   | Lily Potter   | Lily Potter   | Lily Potter   | Lily Potter   | Lily Potter   |  |  |  |  |  |  |  |  |  |  |  |  |  |  |  |  |  |  |  |  |

Chú ý: Mỗi thế hệ có màu khác nhau.
Harry Potter là đứa con duy nhất của đôi vợ chồng phù thủy Lily và James Potter. Người họ hàng duy nhất của cậu là gia đình nhà Muggle Dursley và người thân cận nhất là người dì Petunia Evans, chị ruột của mẹ cậu. Sau này cậu kết hôn với Ginny Weasley và có ba con: James Sirius Potter, Albus Severus Potter và Lily Luna Potter. Phần cuối cùng tiết lộ rằng giữa Harry và Voldemort có quan hệ xa từ dòng họ phù thủy cổ xưa Peverell, những người đã tạo ra ba Bảo bối Tử thần. Cậu là người nối dõi của Ignotus Peverell, người em út trong số ba anh em, vì gia đình cậu có được vật gia truyền là chiếc Áo khoác Tàng hình. Ngoài ra, cậu cũng có quan hệ với những dòng họ phù thủy thuần chủng lâu đời, nổi tiếng khác như Weasley, Black.

## Điểm mạnh

### Mối liên hệ giữa những cá nhân với nhau
Một trong những sức mạnh lớn nhất của Harry Potter là tình yêu thương đối với mọi người mặc cho những khó khăn và thử thách. Cậu có khả năng lãnh đạo vốn có cùng với khả năng bình ổn và giảng dạy cho các bạn học (Đội quân Dumbledore) Phòng chống Nghệ thuật Hắc ám, giúp họ tự mình chống lại những Tử thần Thực tử trong cuộc chiến tại Sở Bảo Mật.
Ngoại trừ giáo sư Severus Snape, Draco Malfoy, một số học sinh nhà Slytherin và những kẻ theo phe Voldemort, nói chung Harry đối xử với mọi người khá lịch sự, vui vẻ và hoà đồng. Cậu cũng làm thế đối với những ai hay quấy rối cậu như Colin Creevey và những người khác, thậm chí còn cứu người anh họ đáng ghét Dudley Dursley thoát khỏi bọn giám ngục và đưa về nhà.
Khả năng truyền bá lòng trung thành của cậu đã đảm bảo cho cậu rằng xung quanh cậu thật sự là những người bạn tốt, luôn dùng hết kĩ năng, tài nghệ của mình, thậm chí tự nguyện liều cả tính mạng để bảo vệ cậu. Điều này tương phản với tổ chức Tử thần Thực tử của Voldemort, nhiều người phục vụ cho hắn không ngoài mục đích đạt được sức mạnh hay vì sợ hãi, không có một chút tình bằng hữu nào.
Harry Potter đã thể hiện mình là một phù thủy tài năng và có những phẩm chất khác thường
- Vết sẹo hình tia chớp trên trán Harry là tàn tích về hành động ám sát cậu của Chúa tể Voldemort khi cậu còn là trẻ sơ sinh. Nó là vật chỉ dẫn cho sự có mặt của Voldemort, bằng việc cháy bỏng lên khi hắn ở gần hay khi hắn cảm thấy giận dữ hay vui sướng tột độ. Theo giáo sư Dumbledore, bằng việc tấn công Harry, Voldemort đã cho cậu "một công cụ mà không phù thủy nào có được - vết sẹo và khả năng thâm nhập vào đầu óc của Voldemort". Khi được hỏi tại sao lại chọn hình tia chớp cho vết thẹo, tác giả nói rằng vì nó trông mạnh mẽ và đùa rằng không thể để cho người anh hùng của bà có vết sẹo hình bánh rán. Tập truyện thứ 7 tiết lộ rằng vết sẹo là kết quả của việc một mảnh vỡ từ linh hồn Voldemort đã xâm nhập vào người Harry.
- Đôi mắt màu xanh lục mà Harry thừa hưởng từ người mẹ đã trở nên "rất quan trọng". Quả thật, nó đã khiến cho giáo sư Severus Snape nhớ lại tình yêu của ông dành cho mẹ của Harry, lý do để ông thề rằng sẽ bảo vệ cậu trong suốt quãng đời còn lại.Và ông đã làm như vậy. Tuy rằng vô cùng ghét Harry vì cậu trông giống hệt cha cậu, một trong hai người mà ông ghét nhất thời đi học, nhưng giáo sư Snape luôn coi đôi mắt của Harry là hiện thân của mẹ cậu, Lily.
- Harry cũng là một Xà khẩu, người có khả năng nói chuyện với rắn. Đó là một nghệ thuật trong số những sức mạnh có được từ sự chuyển giao bất đắc dĩ của Voldemort - một Xà khẩu, người thừa kế của Salazar Slytherin - trong khi sát hại cậu thất bại. Giáo sư Albus Dumbledore cho rằng đó là một món quà hữu dụng hơn là một sức mạnh ác quỷ. Lý do mà Harry nói được Xà Ngữ là vì trong ngày Chúa tể Voldemort tới Thung lũng Gordic để giết cả gia đình Harry, khi chuẩn bị ếm Lời nguyền giết chóc lên Harry, lời nguyền đã phản chủ và một mảnh linh hồn Voldemort đã chui vào cơ thể sống duy nhất nó tìm được trong phòng. Đó là Harry. Đó chính là lý do để Harry Potter trở thành một Trường sinh linh giá của Volemort mà hắn không hề hay biết. Sau khi Trường sinh linh giá trong người Harrry bị phá hủy, khả năng này mất dần.
- Từ năm học thứ ba trở đi, cậu đã rất nhiều lần thành công khi sử dụng Bùa chú Thần hộ mệnh (Expecto Patronum) để đẩy lùi các giám ngục. Hình tượng thần hộ mệnh của cậu là con hươu đực, bắt nguồn từ hình dạng khi hóa thú của cha cậu. Trong kỳ thi Pháp thuật thượng đẳng (O.W.L.) cậu đã có thêm điểm thưởng khi sử dụng bùa chú này trước mặt ban giám khảo. Khi giảng dạy cho Đội quân của Dumbledore, cậu đã chỉ cho các bạn bùa chú này và đa số đều phát huy thành công. Alastor Moody (Barty Crouch Con giả danh) gọi đó là "tài nghệ của bản thân".
- Là người duy nhất trong thế giới phù thủy bốn lần thoát khỏi Lời nguyền Giết chóc (The Killing Curse): lần thứ nhất là khi cậu còn là đứa trẻ sơ sinh, sự hy sinh bảo vệ của mẹ cậu đã làm thành lá chắn phản đòn trở lại Voldemort; lần thứ hai trong phần bốn, cây đũa phép của cậu và Voldemort đã kết nối tạo nên Bùa chú Đảo ngược (Prior Incantatem) giúp cậu chạy thoát; lần thứ ba trong phần bảy, Voldemort giết cậu nhưng cậu không chết mà chỉ có phần linh hồn của hắn trong cậu bị tiêu diệt, điều này được Albus Dumbledore giải thích rằng máu của cậu đang chảy trong huyết quản của Voldemort nên khi nào hắn sống thì cậu vẫn sống, ngược lại phần hồn của Voldemort đã bị tiêu diệt nên cậu có thể giết Voldemort mà không cần tự tiêu diệt mình. Và lần thứ tư xảy ra trong Đại Sảnh đường của trường Hogwarts, khi mà Harry và Voldemort đấu tay đôi một cách công bằng nhất (Voldemort không còn Trường sinh linh giá; Harry không còn sự bảo vệ của những người xung quanh, không còn phần linh hồn của Voldemort trong linh hồn để thế mạng). Lần này, Lời nguyền Chết chóc đã tự động phản lại Voldemort khi đụng phải thần chú Giải giới của Harry vì thực chất, cây đũa phép Cơm nguội (Elder Wand) - Cây đũa quyền lực nhất - mà Voldemort sử dụng đã chọn Harry là chủ nhân.
- Được huấn luyện tốt qua những trận đấu tay đôi, cậu đã phát triển được kĩ năng chiến đấu với những phù thủy giỏi hơn mức bình thường, thậm chí đã đánh bại rất nhiều Tử thần Thực tử - những kẻ nắm giữ rất nhiều Nghệ thuật Hắc ám và rất có kinh nghiệm. Điều này cũng có thể có lý do giống như khả năng Xà khẩu, những tuyệt kĩ và sức mạnh được Voldemort tình cờ chuyển giao trong lần ám sát đầu tiên.
- Harry cưỡi chổi bay rất xuất sắc. Điều này cũng giống như cha cậu, James Potter vốn là một cầu thủ Quidditch tài giỏi vượt mức mong đợi. Harry thậm chí còn gây ấn tượng cho cầu thủ Quidditch chuyên nghiệp giỏi nhất thế giới Viktor Krum. Trong phần bảy, Lily Potter, mẹ cậu tiết lộ rằng cậu có năng khiếu cưỡi chổi đồ chơi khi mới một tuổi.

## Điểm yếu

### Khả năng phép thuật
- Harry Potter gặp sự khó khăn khi thể hiện những "phép thuật không nói thành lời". Điều này có thể do tinh thần và sự căm ghét của cậu dành cho giáo viên bộ môn không công bằng và tàn nhẫn - Severus Snape (thật ra Severus muốn bảo vệ Potter mà muốn giữ bí mật cho đến khi ông chết, ông mới tiết lộ ký ức của mình và nhờ Harry hứng giọt nước mắt của ông và bỏ vào chậu tưởng kí trong phòng hiệu trưởng).Tuy nhiên cậu cũng thực hiện được một phần nhỏ trong số những phép thuật loại ấy khi tự luyện tập Thần chú Khinh thân (Lần sử dụng với Ron trong Harry Potter và hoàng tử Lai và Bùa chú Làm đầy lúc dùng cho thầy Slughorn khi Harry muốn lấy ký ức của thầy).
- Giáo sư Severus Snape được giáo sư Albus Dumbledore yêu cầu cố gắng dạy Harry về Bế quan Bí thuật thông qua Chiết tâm Trí thuật. Harry học được những điều căn bản nhưng tỉ lệ thành công vẫn còn rất thấp. Tác giả Rowling nói rằng điều này "quá tổn thương" vì tâm trí cậu luôn phải đóng lại để giữ kín cái gì đó, thậm chí chưa đề cập đến chuyện những điều này được dạy bởi vị giáo sư mà Harry ghét nhất. Bản thân Harry cho rằng Snape chẳng giúp gì mà chỉ gây thêm trở ngại cho cậu bằng việc mở tâm trí cậu ra cho Voldemort dễ dàng thâm nhập hơn, hay đơn giản chỉ là gây khó khăn cho việc cậu thành công vì Snape luôn hả hê khi thấy cậu thất bại. Cuối cùng khóa học kết thúc khi Snape bắt quả tang cậu xem trộm ký ức của ông trong chậu Tưởng ký.

## Vai trò trong bộ truyện

### Harry Potter và Hòn đá Phù thủy

Harry Potter tại buổi lễ Phân loại.

Harry Potter vào năm 11 tuổi đã phát hiện ra mình là một phù thủy khi Rubeus Hagrid - người giữ khóa và canh vườn của Trường Phù thủy và Pháp sư Hogwarts,  Hiệu trưởng trường là Albus Dumbledore - chuyển đến cậu thư mời nhập học. Hagrid đã kể cho Harry nghe về hoàn cảnh và sự nổi tiếng của cậu trong cộng đồng phù thủy, về việc ngày xưa khi cậu còn là một đứa trẻ sơ sinh đã sống sót và đánh bại Chúa tể Hắc ám Voldemort. Cậu cũng biết được rằng cha mẹ cậu cũng để lại một số lượng gia tài kha khá trong ngân hàng Gringrotts được dùng cho việc đóng tiền học phí và mua đồ dùng học tập, sách vở. Cộng đồng dân cư phù thủy lần đầu tiên thấy Harry tại Hẻm Xéo - một khu phố ngầm dưới thành phố Luân Đôn - trong khi cậu đến quán Cái Vạc Lủng, khi đi mua đũa phép tại tiệm của ông Ollivander, khi đi mua sách học và nhận được con cú Hedwig từ Hagrid. Trên tàu tốc hành Hogwarts - đoàn tàu đưa học sinh từ Ngã tư Vua đến trường - Harry đã gặp Ronald Weasley và Hermione Granger, những người sau này trở hành bạn đồng hành đáng tin cậy nhất của cậu trong suốt các cuộc hành trình. Cậu cũng gặp cả địch thủ của mình sau này là Draco Malfoy trên tàu. Bộ ba đều được xếp vào nhà Gryffindor trong khi Draco được xếp vào nhà Slytherin. Mới đầu, Chiếc nón phân loại định xếp Harry vào nhà Slytherin nhưng cuối cùng cũng xếp cậu vào nhà Gryffindor khi cậu bảo chiếc nón đừng xếp cậu vào nhà Slytherin.
Năm đó, cậu gia nhập đội Quidditch nhà mình và trở thành Tầm thủ trẻ nhất thế kỉ. Cũng trong thời gian này, trong lần bị cấm túc trong khu Rừng Cấm cùng Draco, cậu thấy có một bóng người màu đen đang uống máu bạch kì mã, khiến cho vết sẹo của cậu phát đau dữ dội. Harry nghĩ rắng đó là Voldemort. Nội tình bên trong thật ra là Chúa tể Voldemort (được cho là đã chết cách đây 11 năm) đã bí mật trở lại, sử dụng thể xác của giáo sư môn Phòng chống Nghệ thuật Hắc ám là Quirinus Quirrell. Để tồn tại, duy trì sự sống cho chủ nhân, Quirrel đã đang tâm giết chết và uống máu bạch kì mã. Mục đích chính của Voldemort là thâm nhập vào trường Hogwarts, tìm kiếm Hòn đá phù thủy với mục đích tìm lại thể xác và được bất tử. Thế nhưng Harry với sự giúp đỡ của Ron và Hermione đã ngăn chặn thành công kế hoạch này, tiêu diệt Quirrel và khiến Voldemort phải thoát xác.
Bộ ba nhờ có sự thông minh và gan dạ trong việc tiêu diệt Chúa tể Hắc ám nên mỗi người được thưởng 50 điểm cho nhà mình, cùng với Neville Longbottom với tinh thần can đảm đứng lên chống lại cả bạn mình đem về thêm 10 điểm nữa, nhà Gryffindor đã lội ngược dòng ngoạn mục từ vị trí chót lên đầu bảng và giành Cúp nhà năm ấy trên tay của Slytherin.

### Harry Potter và Phòng chứa Bí mật
Trong năm thứ hai, trước khi nhập học, Harry Potter nhận được lời cảnh báo cùng với những hành động ngăn cản từ con gia tinh Dobby rằng không nên đến trường Hogwarts vì có thể nguy hiểm đến tính mạng. Cậu bị ông bà Dursley nhốt nhưng cậu được thoát bởi người bạn thân Ron Weasley cùng hai người anh song sinh bằng chiếc xe phù thủy và đến ở tại Trang trại Hang Sóc. Ngay từ lúc đầu năm học, họ đã gặp rất nhiều rắc rối. Đầu tiên là sân ga bị đóng cửa (do sự ngăn cản cố ý của Dobby), họ phải tới trường bằng chiếc xe bay, rồi đến trễ buổi lễ Phân loại.... Nhưng dù sao họ cũng được tha.
Người dạy môn Phòng chống Nghệ thuật Hắc ám năm nay là Gilderoy Lockhart. Trong thời gian học, Harry phải đối mặt với nhiều thử thách khó khăn khi cậu phát hiện ra mình là một Xà khẩu. Một lời đồn đại lan truyền rằng cậu chính là "Người thừa kế của Slytherin" - người mà sẽ tấn công những phù thủy học sinh gốc Muggle vì bị cho rằng không xứng đáng học phép thuật. Hermione Granger đã chế ra thuốc Độc dược Biến hình (Đa dịch) để cả ba trở thành học sinh nhà Slytherin và tìm hiểu xem liệu Draco Malfoy có phải là "Người thừa kế" hay không. Đáng tiếc là việc đó không được thành công lắm. Tiếp theo, hàng loạt vụ học sinh gốc Muggle bị hóa đá càng củng cố thêm cho thông tin này và trường Hogwarts đứng trước nguy cơ phải đóng cửa. Những người quan trọng với Harry như Hiệu trưởng Albus Dumbledore, Rubeus Hagrid, Ronald Weasley, Hermione Granger lần lượt bị cách ly.
Thật ra, người đứng đằng sau mọi chuyện này là Tom Marvolo Riddle - ký ức của Chúa tể Voldemort thời niên thiếu - ẩn trong quyển nhật ký mà Ginny Weasley vô tình trở thành chủ sở hữu và con Tử xà của hắn. Lucius Malfoy - một Tử thần Thực tử cũ - đã lén bỏ vào giỏ mua hàng của cô. Bằng cách điều khiển Ginny thông qua quyển nhật ký, Tom Riddle đã giải phóng cho con Tử xà Basilisk chết người ra khỏi Phòng chứa Bí mật qua đường ống dẫn nước trong trường. Với sự giúp đỡ của Ma Myrtle Khóc nhè - nạn nhân của con Tử xà năm mươi năm trước, Harry và Ron đã tìm ra đường vào Phòng chứa nhưng cuối cùng chỉ có Harry vào được đến Phòng chứa Bí mật. Nhờ có con chim phượng hoàng Fawkes và Chiếc nón Phân loại, đã giết chết con Tử xà bằng thanh gươm của Godric Gryffindor và tiêu diệt Tom Riddle  (thông qua nhật ký của Tom Riddle lúc 16 tuổi) bằng răng nanh có độc của con Tử xà, sau cùng là giải cứu Ginny.
Sau đó, Hiệu trưởng Dumbeldore nói rằng sở dĩ Harry có được khả năng Xà ngữ là do vết thẹo mà Voldemort để lại đã truyền cho cậu sứ mạnh đó. Nhưng cậu khác Voldemort vì được xếp vào nhà Gryffindor và đó là sự lựa chọn của cậu. Harry cũng lừa được Lucius Malfoy để giải phóng cho Dobby, con gia tinh của ông ta, vì nó đã giúp đỡ cậu. Năm ấy, với 200 điểm thưởng dành cho Harry, Ron và cuộc chiến dũng cảm của cả hai, nhà Gryffindor đã giành Cúp nhà lần thứ hai.

### Harry Potter và tên tù nhân ngục Azkaban
Trong năm thứ ba, Harry bỗng trở thành mục tiêu săn đuổi của Sirius Black, một tên phù thủy tàn ác, được cho là môn đồ của Voldemort, đã trốn khỏi ngục Azkaban - nơi giam giữ phù thủy phạm tội. Đảm nhiệm việc truy đuổi Sirius là những sinh vật khoác áo choàng khủng khiếp được gọi là những Giám ngục Azkaban. Vì sự nguy hiểm đó, Harry phải trở về trường Hogwarts. Và vì không có giấy phép của người giám hộ nên cậu không thể cùng các bạn mình ra ngoài ngôi làng phù thủy Hogsmeade. Fred và George Weasley đã đưa cho cậu tấm Bản đồ Đạo tặc (bản đồ được thừa hưởng bởi James Potter và những người bạn của ông ấy là Sirus Black, Remus Lupin, Peter Pettigrew), một món đồ dùng phép thuật cho phép người xem thấy những lối đi bí mật trong và ngoài Hogwarts cũng như thấy được đường đi nước bước của những ngươi có mặt tại trường. Harry đã dùng tấm Áo choàng Tàng hình, đi qua lối đi bí mật để đến làng Hogsmeade. Vào ngày lễ Giáng sinh, Harry nhận được một chiếc chổi đua Tia Chớp (Firebolt) từ một người vô danh sau khi chiếc chổi Nimbus 2000 của cậu bị Cây Liễu gai phá hủy trong trận Quidditch. Nghi ngờ rằng vật này do Sirius gửi đến, Hermione Granger đã thông báo việc này cho giáo sư Minerva McGonagall để kiểm tra lại. Harry đã nghe lén được rằng Sirius Black chính là cha đỡ đầu của Harry và là người bạn thân nhất của cha cậu, James Potter. Ông ta bị cho là người đã phản bội cha mẹ cậu, tiết lộ bí mật cho Chúa tể Voldemort đồng thời thủ tiêu một người trong nhóm bạn cũ là Peter Pettigrew và mười hai người dân Muggle khác. Biết được điều đó, Harry vô cùng căm hận Sirius Black. Cậu đã thề phải tìm và giết cho bằng được ông ta, chỉ vì cậu không biết được sự thật của toàn bộ câu chuyện này. Chính Peter Pettigrew mới thật sự là người giữ bí mật và phản bội cha mẹ cậu, sau đó đổ mọi tội lỗi lên Sirius. Sau khi biết rõ toàn bộ sự thật và trải qua một quá trình chiến đầu bên cạnh nhau, hai chú cháu đã nhận mặt và Harry đưa cho người cha đỡ đầu con bằng mã Buckbeak để đi lánh nạn.

### Harry Potter và Chiếc cốc lửa
Trong năm thứ tư, Trường Phù thủy và Pháp sư Hogwarts đăng cai tổ chức cuộc thi Tam Pháp thuật giữa ba trường Hogwarts, Beauxbatons và Durmstrang. Theo thông lệ, mỗi trường sẽ cử ra một quán quân để thi đấu. Năm nay gồm ba quán quân là Cedric Diggory, Fleur Delacour và Viktor Krum. Nhưng có một điều bất ngờ xảy ra, Harry Potter đã được Chiếc cốc Lửa chọn làm vị quán quân thứ tư một cách bí ẩn vì cậu dưới tuổi quy định và thậm chí còn chưa hề bỏ tên vào chiếc cốc ấy. Những vị quán quân sẽ tranh tài với nhau qua ba thử thách để đạt được chiếc Cúp Tam Phép thuật.
Trong thử thách đầu tiên, Harry đã chiến đấu với Rồng Đuôi Gai Hungary - con rồng hung dữ nhất. Kết quả là cậu cùng với ba người còn lại đã chiến thắng, lấy được trứng rồng chứa bên trong gợi ý của thứ thách tiếp theo. Kết thúc cuộc thi đầu tiên, trường Hogwarts mở hội Dạ vũ Giáng sinh và Harry cặp với Parvati Patil sau khi Cho Chang(mối tình đầu của Harry) từ chối cậu. Thử thách thứ hai tại Hồ nước Đen, Harry dùng cỏ đinh hương để biến thành cá, cứu được người bạn thân của mình là Ronald Weasley cùng với cô bé Gabrielle Delacour - người mà đáng lẽ quán quân Fleur Delacour phải cứu.
Trong thử thách cuối cùng, cả Harry lẫn Cedric Diggory đều giúp đỡ lẫn nhau và cùng nhau chạm vào chiếc cúp ấy, không ngờ rằng đó là một Khóa cảng. Họ bay đến khu nghĩa địa ở làng Little Halengton, nơi Chúa tể Voldemort đang chờ đợi. Theo lệnh của Voldemort, Đuôi Trùn giết chết Cedric bằng Lời nguyền Chết chóc, còn Harry bị trói chặt vào tấm bia mộ của Tom Riddle - ngời cha gốc Muggle của hắn. Cậu buộc phải chứng kiến sự hồi sinh của Voldemort trong thể xác mới bằng cách dùng máu của mình. Sau khi triệu tập tất cả môn đồ - những Tử thần Thực tử - trở lại, Voldemort đã thách thức Harry trong một trận đấu tay đôi, đũa phép của hai người là "anh em" nên tạo ra hiệu ứng Bùa chú Đảo ngược giúp cậu tạo bùa chắn, chạy được đến Khóa cảng và trở về lại trường. Mặc dù là người chiến thắng nhưng Harry thấy không hề vui chút nào.
Môn đồ của Voldemort là Barty Crouch Con bị lật mặt khi dùng Đa quả dịch để biến thành giáo sư Alastor Moody. Nhưng linh hồn của Barty đã bị nụ hôn của Giám ngục Azkaban lấy đi trước khi Bộ Pháp thuật kịp xác nhận thông tin của giáo sư Albus Dumbledore và Harry rằng Chúa tể Hắc ám Voldemort đã trở lại.

### Harry Potter và Hội Phượng hoàng

Những thành viên của Quân đoàn Dumbledore do Harry dẫn đầu.

Trong năm thứ năm, Bộ Pháp thuật đã mở một chiến dịch nhằm chống lại Harry và giáo sư Albus Dumbledore, bác bỏ ý kiến cho rằng Voldemort đã quay trở lại. Một nhân vật mới do Bộ chỉ định là Dolores Umbridge đã trở thành giáo sư mới của môn Phòng chống Nghệ thuật Hắc ám thay cho giáo sư Alastor Moody (thật ra cũng là gián điệp do Bộ cài vào trường Hogwarts). Vì Bộ cho rằng thầy Dumbledore đang xây dựng một lực lượng phù thủy để lật đổ họ nên Umbridge đã từ chối dạy cho học sinh phép thuật phòng vệ thật sự mà chỉ dạy lý thuyết. Nhưng sau khi thấy Harry, Hội Phượng Hoàng, Quân đoàn Dumbledore cụ Dumbledore chiến đấu tại Sở Bảo Mật, Bộ bắt đầu tin vào sự trở lại của Voldemort sau khi chứng kiến được bộ mặt của Voldemort. Cũng trong trận chiến này, Harry cũng đã mất đi người cha đỡ đầu của mình, Sirius Black. Dòng họ Black chấm dứt từ đây.

### Harry Potter và Hoàng tử lai
Trong năm học thứ sáu, người dạy môn Độc dược không phải là Giáo sư Severus Snape nữa mà là một đồng nghiệp cũ của Hiệu trưởng Albus Dumbledore, Giáo sư Horace Slughorn. Tình cờ, Harry Potter được giáo sư Slughorn cho mượn quyển sách Độc dược từng thuộc về một người gọi là Hoàng tử Lai (Half-Blood-Prince - Biệt danh của Severus Snape). Nhờ sử dụng các mánh pha chế ghi trong sách, Harry đã học rất tốt môn Độc dược và đã được thưởng một lọ Phúc lạc Dược. Cùng năm, Giáo sư Albus Dumbledore có những buổi học riêng với Harry để tìm hiểu, thảo luận về quá khứ của Chúa tể Voldemort, từ đó phát hiện ra những bí mật khủng khiếp. Harry nghi ngờ Draco Malfoy là một Tử thần Thực tử và đang có những kế hoạch bí mật. Cụ Dumbledore cho Harry biết rằng Voldemort đã chế tạo những Trường sinh Linh giá để cất giấu một phần linh hồn. Nhiệm vụ đặt ra là phải tiêu diệt hết những vật này thì sau cùng mới có thể giết được hắn. Trước đó đã có hai Trường sinh Linh giá bị hủy diệt là cuốn nhật ký của Tom Riddle và chiếc nhẫn của dòng họ Gaunt.
Năm nay, Harry là đội trưởng đội Quidditch. Cậu đã tuyển chọn những cầu thủ cho đội hình mới của nhà Gryffindor. Sau một buổi tập, Harry và Ron bắt gặp Ginny hôn Dean. Harry cảm thấy khó chịu. Trong trận Quidditch cuối cùng, Harry không tham dự được vì bị Giáo sư Snape cấm túc khi lỡ ra đòn phép Cắt sâu mãi mãi lên Draco Malfoy. Tuy nhiên, nhà Gryffindor vẫn lội ngược dòng thành công và đạt chức vô địch, công đầu thuộc về Ginny Weasley. Trong buổi tiệc, Harry hôn Ginny, bắt đầu một mối tình mới sau khi kết thúc với Cho Chang.
Harry phát hiện ra rằng chính Severus Snape năm xưa là người đã báo cáo về lời tiên tri cho Voldemort, khiến bố mẹ cậu hy sinh. Cùng thời gian, Giáo sư Albus Dumbledore đã tìm thấy một Trường sinh Linh giá và cho Harry đi cùng. Để lấy được nó, cụ Dumbledore phải uống một thứ dịch khủng khiếp làm cụ suy yếu, Harry phải chống lại bọn Âm binh và đưa cụ ra ngoài. Khi về đến Hogwarts mới biết trường đã bị bọn Tử thần Thực tử đột nhập. Ở Tháp Thiên văn, Draco Malfoy tước vũ khí cụ Dumbledore (bằng bùa giải giới). Trước đó, cụ đã ếm cho Harry đông cứng, trong chiếc Áo khoác Tàng hình nên không làm được gì. Lúc đó, chính Giáo sư Severus Snape đã dùng Lời nguyền Chết chóc giết cụ (thật ra là cụ với Snape đã tương kế tự kế với nhau). Harry đuổi theo và biết được rằng, Giáo sư Snape chính là Hoàng tử Lai. Snape và Draco chạy thoát.
Sau đám tang Hiệu trưởng Albus Dumbledore, Harry, Ron và Hermione chuần bị bắt đầu hành trình mới truy tìm các Trường sinh Linh giá còn lại.

### Harry Potter và Bảo bối Tử thần
Trong năm thứ bảy, pháp thuật bảo vệ Harry Potter tại gia đình Dursley hết hiệu lực khi cậu vừa tròn 17 tuổi. Cùng lúc đó, Chúa tể Hắc ám Voldemort cùng những Tử thần Thực tử âm mưu tấn công cậu khi cậu vừa tròn 17 tuổi. Hội Phượng hoàng cho sáu người cải trang thành Harry để đánh lạc hướng bọn chúng, hộ tống cậu đến Trang trại Hang sóc. Nhưng cuối cùng kế hoạch bị phát hiện và thất bại. Có rất nhiều người bị thương trong chuyến đi này và Thần Sáng Moody Mắt điên(thật) đã tử nạn.
Trong tiệc cưới của Bill Weasley và Fleur Delacour, Thần Hộ mệnh của Kingsley Shacklebolt đến báo rằng Bộ Pháp thuật đã bị thế lực Hắc ám chiếm giữ. Harry cùng Ron và Hermione độn thổ đến ẩn náu tại Tổng hành dinh cũ, Số mười hai, đường Grimmauld. Tại đây, Harry phát hiện ra em của chú Sirius Black chính là người có biệt danh "R.A.B." và khám phá ra mọi chuyện về chiếc mề đay của Salazar Slytherin, một trong những Trường sinh Linh giá. Bộ ba đột nhập vào Bộ Pháp thuật lấy lại chiếc mề đay từ tay Dolores Umbridge. Tuy nhiên, khi trở về, căn nhà tại Quảng trường Grimmauld bị lộ và bộ ba phải chạy trốn đi nơi khác. Trong quá trình đi, do có xung đột nội bộ nên chỉ còn Harry và Hermione cùng đi đến Thung lũng Godric với hy vọng tìm lại thanh gươm của Godric Gryffindor. Thế nhưng cả hai lại bị Voldemort tấn công và đũa phép của cậu bị Hermione sơ ý làm gãy.
Nhờ có sự trợ giúp âm thầm của Hiệu trưởng hiện thời là Severus Snape, Harry đã có được thanh gươm, cùng lúc đó Ron quay lại. Bộ ba đến nhà của Xenophilius Lovegood - cha của Luna Lovegood để hỏi về những Bảo bối Tử thần. Do con gái bị bắt, ông Lovegood đã bí mật báo cho những Tử thần Thực tử biết với mong muốn nhận lại con, may mắn là cả ba kịp thời chạy thoát. Nhưng ngay sau đó, do lỡ nói tên của Voldemort nên bộ ba lại bị bắt đến Phủ Malfoy. Nhờ sự trợ giúp từ Dobby, một lần nữa cả ba đã trốn thoát cùng với ông Ollivander, Luna Lovegood, Dean Thomas và con yêu tinh Griphook. Tiếp đến, họ lần lượt truy tìm những Trường sinh linh giá còn lại. Sau đó, Harry và mọi người phá hủy từng Trường Sinh Linh Giá làm giảm sức mạnh của Voldemort. Trong trận chiến Hogwarts, đã có rất nhiều người hi sinh như cặp vợ chồng Remus và Nymphadora Lupin, Fred Weasley,... Cuối cùng, khi cậu đã tiêu diệt được chúa tể hắc ám - Voldemort, chiếc đũa phép cơm nguội bay lên không trung và bay về với chủ nhân thật sự của mình - Harry Potter. Do đã có quá nhiều mối nguy hại, Harry đã bẻ làm đôi chiếc đũa phép và vứt nó.

### Hồi kết 19 năm sau
Sau khi tiêu diệt Chúa tể Hắc ám Voldemort, Harry Potter trở thành một Thần Sáng của Bộ Pháp thuật, đồng thời cưới Ginny Weasley làm vợ và có ba người con là Albus Severus Potter, Lilly Luna Potter và James Sirius Potter. Vết sẹo của cậu đã không còn gây đau đớn Theo Rowling, đến năm 27 tuổi, cậu được chỉ định làm Giám đốc Sở Thần Sáng.
Harry cũng chắc chắn rằng bức ảnh của cố Hiệu trưởng trường Hogwarts, Severus Snape đã được treo lên trong văn phòng hiệu trưởng, mặc dù cậu chưa bao giờ nói chuyện với nó.